# Jezerska Kočna
Lo Jezerska Kočna (2.540 m s.l.m.) è una montagna delle Alpi di Kamnik e della Savinja nelle Alpi di Carinzia e di Slovenia. Si trova in nella regione statistica dell'Alta Carniola.

## Caratteristiche
La montagna è collocata ad ovest del Grintovec.